# It (チリヌルヲワカのアルバム)
『it』（イット）は、チリヌルヲワカの3rdミニアルバム。

## 概要
スタジオ・アルバムとしては前作『アナログ』からおよそ1年ぶり、通算5枚目となる作品。
チリヌルヲワカとしては初めて英語のタイトルが付けられたアルバムで、前作でのストレートな方向性とは打って変わって複雑でプログレッシブな音楽表現を打ち出しつつ、キャッチーで間口の広い内容に仕上げられている。
本作では合宿レコーディングを実施。短い制作期間ながら1曲1曲と向き合い、ツインギターならではのアプローチや、レコーディングだからこそ表現できる可能性を追求した。それにより、バンドが大切にしてきたライブ感や自由奔放さに加え、巧妙なアレンジやサウンドの多彩さが随所に表れている。
作詞作曲はすべてボーカル・ギターのユウが手掛ける。表題曲「it」をはじめ、歌詞には数々の言葉遊びや仕掛けが盛り込まれ、メロディはどこか和の情緒を匂わせる”ヲワカ節”が発揮されている。
表題曲「it」にはダンス系アーケードゲームのトッププレイヤーをフィーチャーしたミュージック・ビデオが制作された。

## 収録曲
| 全作詞・作曲: 中島優美、全編曲: チリヌルヲワカ。 |                |          |            |
| #                                                | タイトル       | 作詞     | 作曲・編曲 |
| 1.                                               | 「It」         | 中島優美 | 中島優美   |
| 2.                                               | 「空蝉」       | 中島優美 | 中島優美   |
| 3.                                               | 「印−しるし−」 | 中島優美 | 中島優美   |
| 4.                                               | 「スナイパー」 | 中島優美 | 中島優美   |
| 5.                                               | 「逆光」       | 中島優美 | 中島優美   |
| 6.                                               | 「アマツカゼ」 | 中島優美 | 中島優美   |
| 7.                                               | 「針と糸」     | 中島優美 | 中島優美   |